# Mina Salman
Mina Salman (arabisch ميناء سلمان, DMG Mīnāʾ Salmān) ist ein Seehafen in Manama, Bahrain. Mina Salman ist ein 1962 eröffneter, 80 Hektar großer Naturhafen. Er ist der wichtigste Frachthafen und Zollstelle Bahrains. Der Hafen verfügt über 15 Liegeplätze, die einen Umschlag von 2,5 Millionen Tonnen pro Jahr ermöglichen.

## Namen
Der Hafen ist nach Salman bin Hamad Al Khalifa I., dem Großvater des derzeitigen Königs, benannt.

## Geschichte
Der Hafen von Manama, in dem sich heute der Mina Salman Seehafen befindet, wurde erstmals 1345 in islamischen Texten erwähnt. 1521 wurde das Gebiet von den Portugiesen besetzt und 1602 gewannen die Perser die Kontrolle. Die heutige Al-Khalifa-Dynastie regiert das Land seit 1783. Der Hafen war für Ozeandampfer nicht geeignet und es wurde berichtet, dass Schiffe bis zu sechs Kilometer vor der Küste ankern mussten. 1954 wurden Zufahrtskanäle gebaut, und 1956 wurde ein Pier gebaut, der hauptsächlich von Dhows genutzt wurde. 1962 wurde ein Tiefwasserkai mit sechs Liegeplätzen errichtet. Der Kai ermöglichte erstmals die direkte Verladung von Ladung in den Hafen. In den 1960er Jahren verfügte der Hafen über Kühl- und Lagereinrichtungen und Ausrüstungen für den Umschlag großer Schiffe.
Im Jahr 1975 wurden im Hafen 1,5 Millionen Tonnen Fracht umgeschlagen, was zu einer starken Überfüllung führte. Dies veranlasste die bahrainische Regierung dazu, im nächsten Jahrzehnt eine Reihe von Erweiterungen in Angriff zu nehmen, darunter 1979 die Eröffnung des Mina-Salman-Container-Terminals. Der Hafen war auch der einzige Hafen am Persischen Golf, der vollständig von Staatsbürgern und nicht von ausländischen Arbeitern betrieben wurde. Über 75 % des Umschlags im Hafen sind Container.
Am 6. Dezember 2014 gab der britische Verteidigungsminister Michael Fallon bekannt, dass mit Bahrain ein Abkommen über die Einrichtung eines ständigen Stützpunktes der Royal Navy, HMS Jufair, in Mina Salman unterzeichnet wurde. Der neue Stützpunkt würde dazu dienen, die im Persischen Golf operierenden Schiffe der Royal Navy zusätzlich zu den bereits in Bahrain stationierten Minenjägern der Royal Navy zu unterstützen. Die Bauarbeiten begannen im Oktober 2015. Am 5. April 2018 wurde die Militärbasis offiziell von dem bahrainischen Kronprinzen Salman bin Hamad Al Khalifa und dem britischen Prinzen Andrew eröffnet.

## Infrastruktur
Der Hafen besteht aus einem 800 m langen Pier mit 10 Liegeplätzen. Neben diesem Pier befinden sich drei weitere 200 m lange Liegeplätze und zwei 300 m lange Containerliegeplätze mit einer Tiefe von 11 m.